# Cestrum subpulverulentum
Cestrum subpulverulentum är en potatisväxtart som beskrevs av Carl Friedrich Philipp von Martius. Cestrum subpulverulentum ingår i släktet Cestrum och familjen potatisväxter. Inga underarter finns listade i Catalogue of Life.